# L'Emperadriu

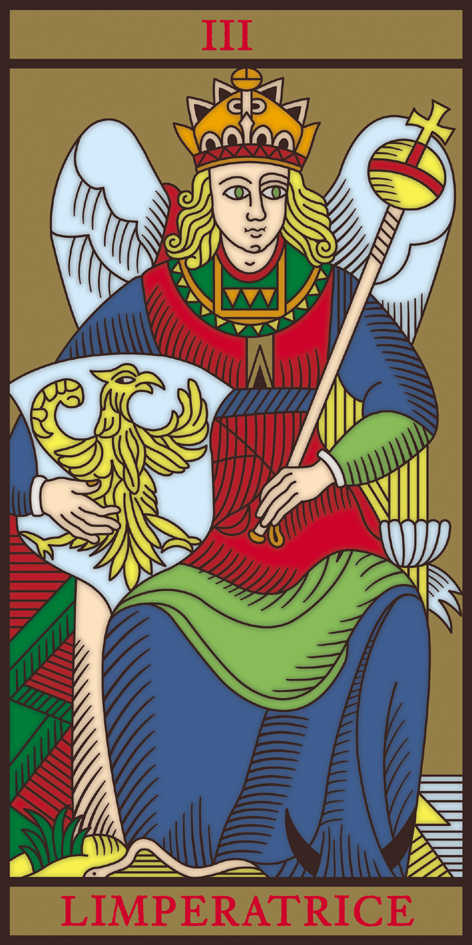
L'Emperadriu, tercer arcà major del tarot (Tarot de Marsella)

L'Emperadriu (III) és el tercer trumfo o Arcà major en les baralles de tarot i s'utilitza tant per als jocs populars de tarot com en la cartomància.
L'Emperadriu es representa asseguda en un tron i lluint una corona, símbols del seu poder i autoritat, mentre sosté un ceptre recolzat en la zona del sexe i el ventre, simbolitzant la fecunditat pròpia d'aquest arcà (no només a nivell de procreació, sinó també creativa). Tot en ella ens porta a pensar en aquesta sexualitat i l'explosió creativa i l'abundància que encarna: les seves cames obertes, com en un part; els seus ulls verds, color de l'exuberància de la naturalesa; la planta que creix vora la seva mà; l'esmentada posició del ceptre... fins i tot l'àguila del seu escut encara no està del tot formada, com es veu en una de les seves ales, sinó que es troba en procés de creixement. El seu cap apareix aureolat per dotze estrelles, de les que només se'n veuen nou. Aquest detall remet al període de gestació tan lligat a la naturalesa dadora de vida de l'arcà.
Hi ha opinions que defensen que el que sembla el respatller de la cadira podrien ser, en realitat, unes ales com les de la Temprança. Tot i que en el cas del Tarot de Marsella es trobarien plegades, en altres versions, com la d'Oswald Wirth, es poden veure de manera més explícita. En altres representacions, com la del Tarot Visconti-Sforza, s'omet aquest element.

Per altra banda, en el Tarot Rider-Waite, el tron es troba sobre un camp de gra, representatiu de les coses que creixen, mentre que la corona compta amb dotze estrelles visibles, representant la seva dominància sobre l'any (ja que remet al cicle zodiacal). L'Emperadriu representa, doncs, la productivitat del subconscient, sembrat per les idees. És la personificació del creixement del món natural, de la fertilitat i de les coses que es pensen o creuen des del cor.

## Interpretació
L'Emperadriu és mare, creadora i nodridora. Pot representar la germinació d'una idea abans de posar-se del tot en marxa, així com la necessitat de trobar-se receptiu al canvi.
Segons Couste, es troba també relacionada a la saviesa, si bé s'allunya del simbolisme lunar (que és fred, intern i receptiu, corresponent a la papesa) i es correspon amb la seva faceta solar, càlida, i projectant la seva creació cap a l'exterior.
Per la seva banda, Alejandro Jodorowsky la descriu com aquella que evoca «la creativitat d'allò femení, una dona plena de foc i d'energia, animada per un fervor borbotejant, disposada a superar els límits, a exultar sigui quina sigui la seva edat. És l'ànima de l'adolescència amb el seu alegre fanatisme, el seu desconeixement de les conseqüències dels seus actes, la seva fe en la acció per l'acció».
A.E. Waite explica que l'Emperadriu és el Jardí de l'Edèn inferior (en contraposició al superior o celestial), és a dir, el Paradís Terrenal. Equiparant-la a l'arquetip de la Verge Maria, no la defineix com la Regina Coeli, sinó com a Refugium Peccatorum, la fecunda mare de milers: "ella és, sobre totes les coses, la fecunditat universal i el sentit exterior de la Paraula, el repositori de totes les coses que nodreixen i sostenen, i que alimenten als altres".
| Precedit per: La Papessa (II) | Arcans majors del Tarot | Succeït per: L'emperador (IIII) |

L'Emperadriu (III)
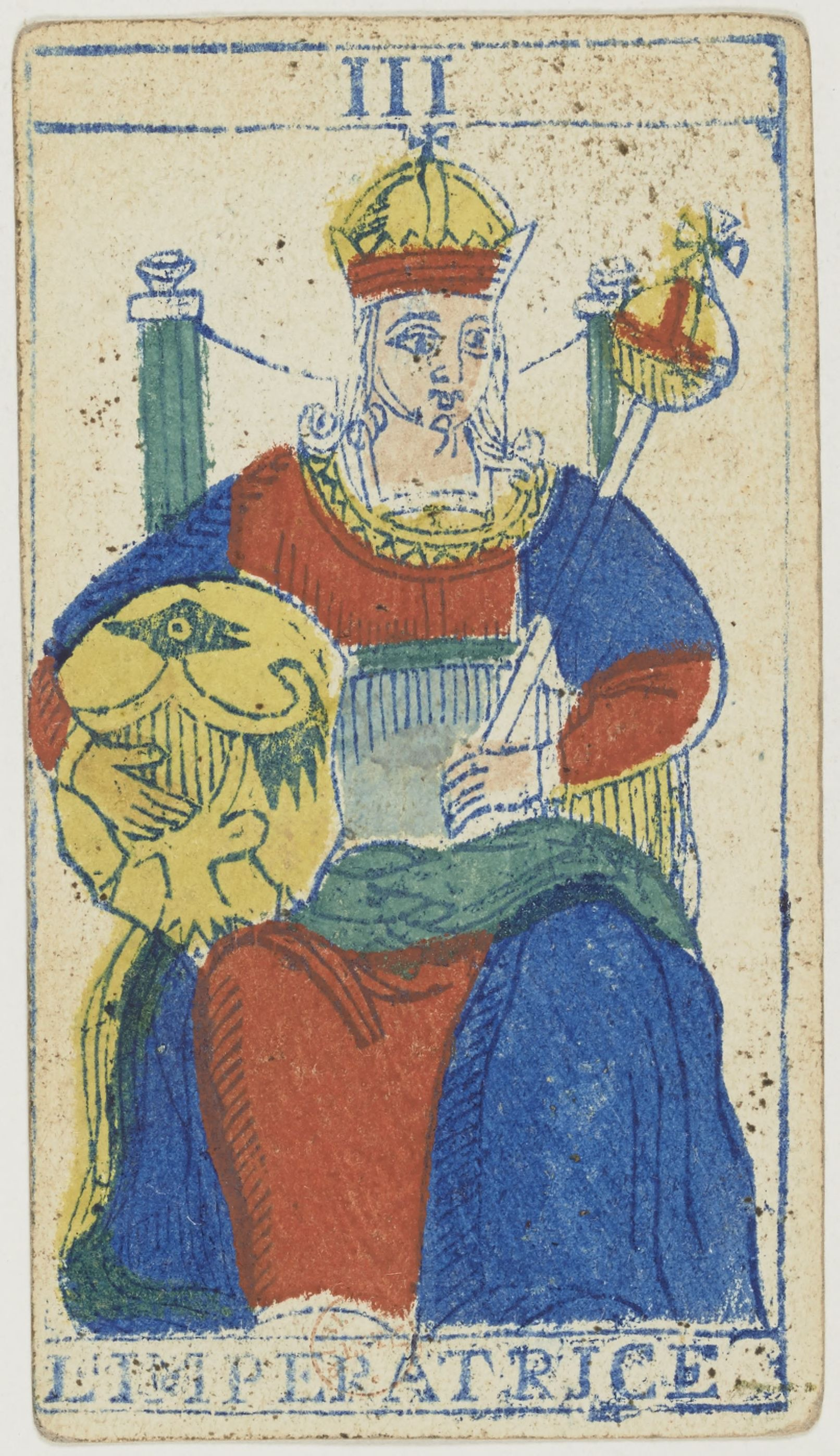
Tarot Piemontès, 1865
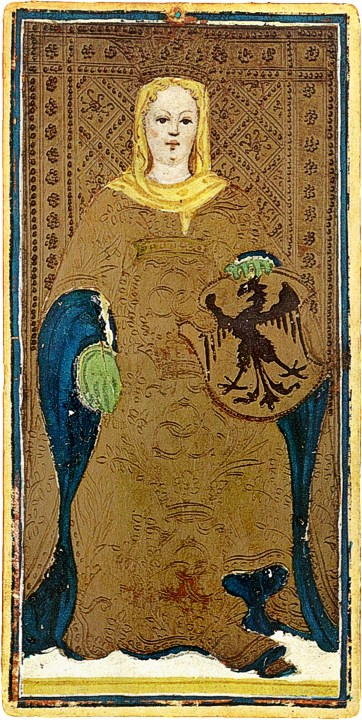
Tarot Visconti-Sforza, 1450
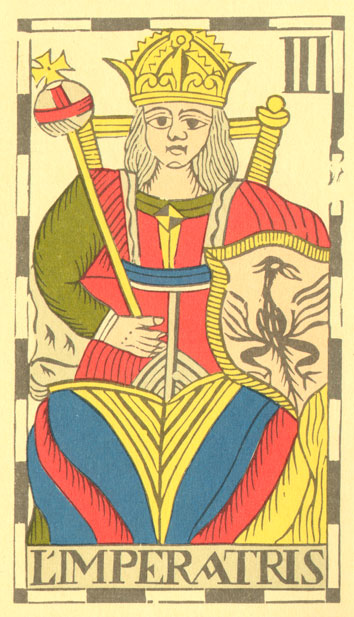
Tarot Flamand, 1780
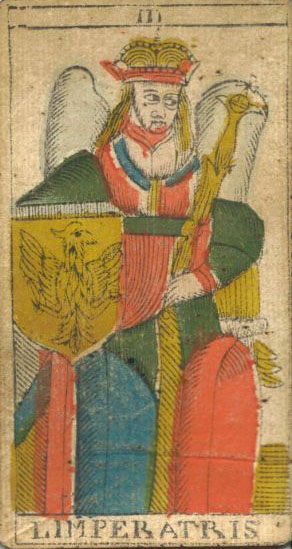
Tarot de Besançon, cap a 1820 –1830.
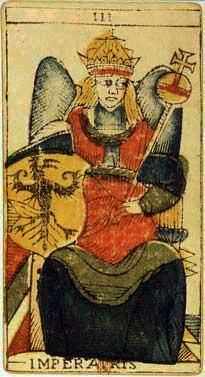
Tarot de Jean Dodal, entre 1701 i 1715.
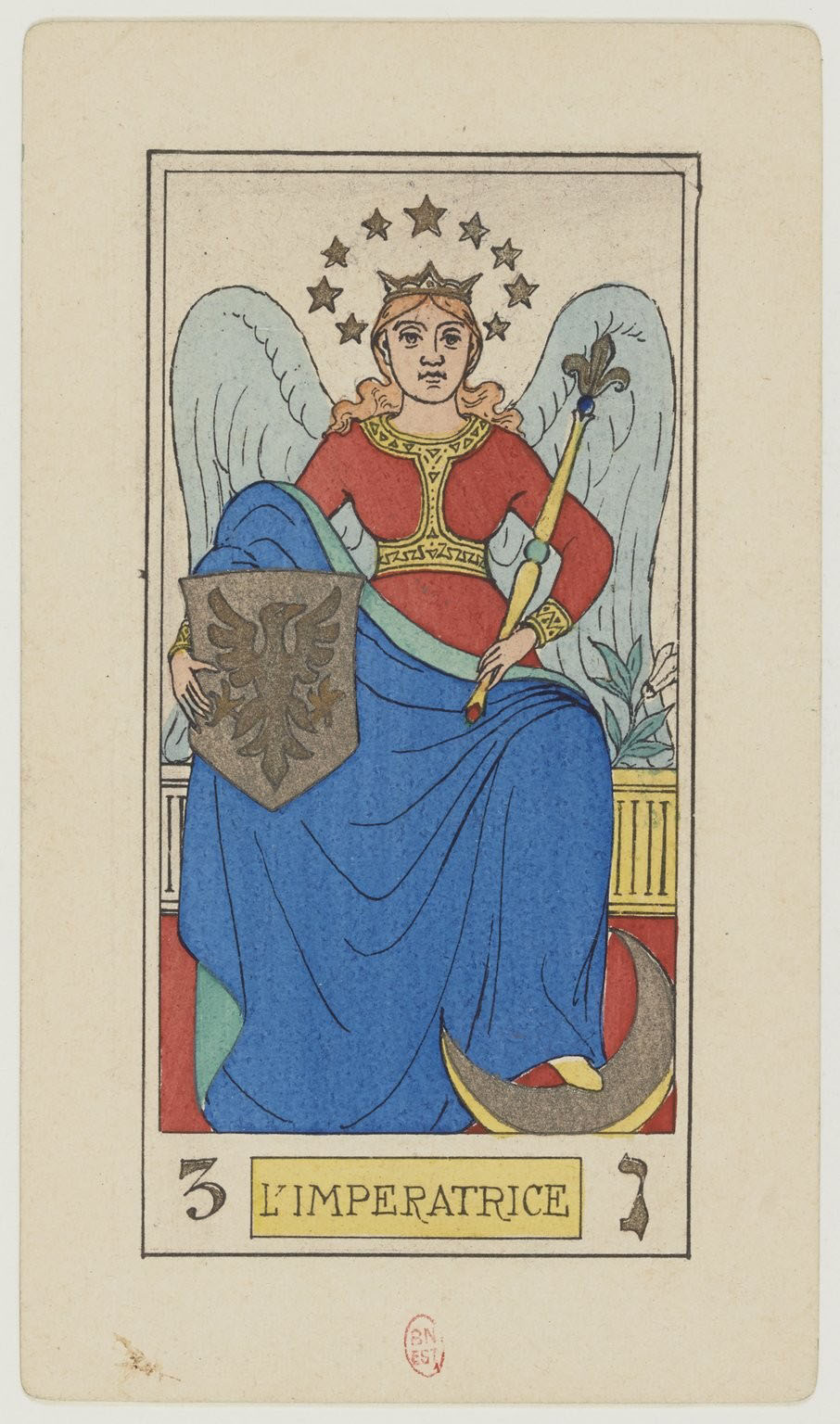
Tarot d'Oswald Wirth, 1889.
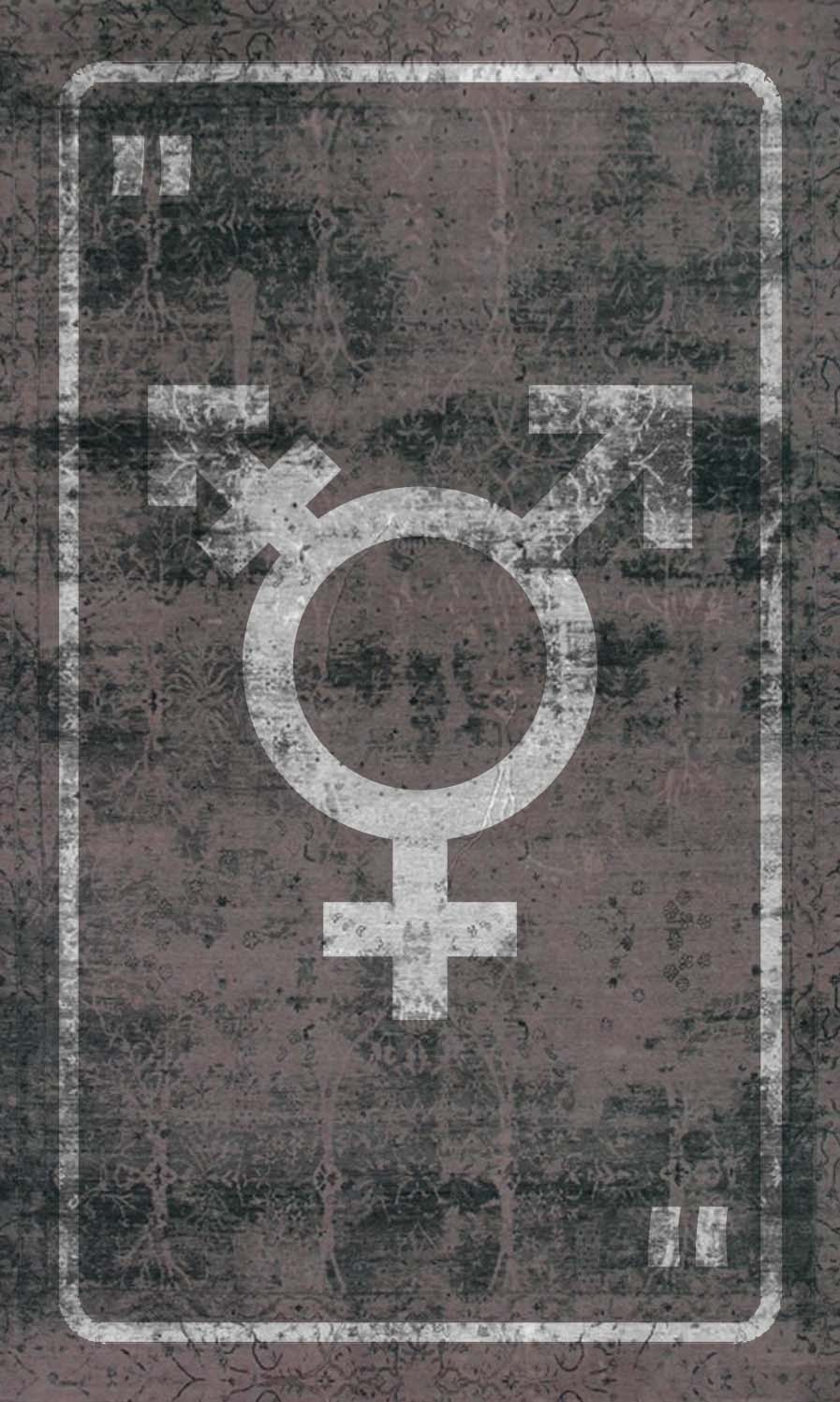
Tarot Satànic, 1996.
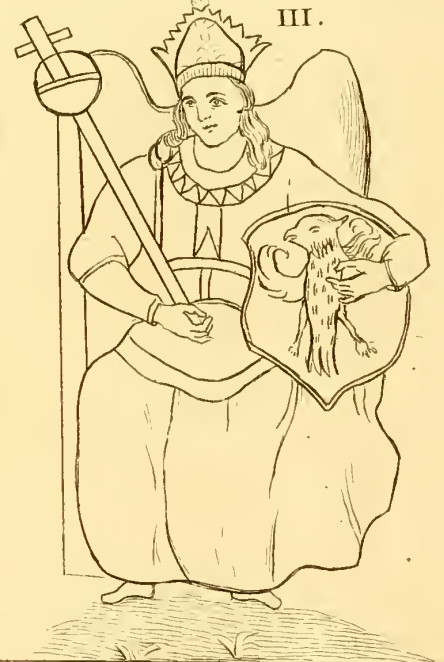
Disseny del trumfo del tarot d'Antoine Court de Gébelin per al seu assaig Du Jeu des Tarots, 1781.
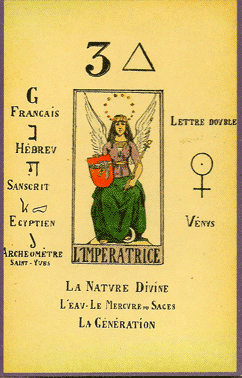
Disseny de l'arcà per al llibre de Papus Le Tarot Divinatoire. Le Livre des Mystères et les Mystères du Livre. Clef du tirage des cartes et des sorts. Avec la reconstitution complète des 78 lames du Tarot Égyptien et de la méthode d'interprétation. Les 22 arcanes majeurs et les 56 arcanes mineurs (1909).